# American Psychologist
American Psychologist è una rivista scientifica sottoposta a revisione paritaria e pubblicata dall'American Psychological Association. La rivista pubblica articoli di ampio interesse per gli psicologi, tra cui relazioni empiriche e recensioni accademiche che riguardano la scienza, la pratica, l'istruzione e la politica, e occasionalmente pubblica numeri speciali su argomenti rilevanti nel campo della psicologia.
Il caporedattore è Harris Cooper (Duke University).
La rivista ha implementato le linee guida per la promozione della trasparenza e dell'apertura (TOP) che forniscono una struttura alla pianificazione e alla comunicazione della ricerca e mirano a rendere la ricerca più trasparente, accessibile e riproducibile.

## Indicizzazione
Gli abstract e gli articoli sono indicizzati da: 
- ATLA Religion Database[5]
- CINAHL[6]
- Current Contents/Social and Behavioral Sciences[7]
- EBSCO databases[8]
- Embase[9]
- Index Medicus/MEDLINE/PubMed[10]
- International Bibliography of Periodical Literature[8]
- International Bibliography of the Social Sciences[8]
- Modern Language Association Database[8]
- PASCAL[8]
- ProQuest databases[8]
- PsycINFO[11]
- Social Sciences Citation Index[7]
- Scopus[12]

Secondo il Journal Citation Reports, la rivista ha ricevuto un fattore di impatto per il 2022 pari a 16,4.